# Base orgánica
Una base orgánica es un compuesto orgánico que actúa como una base. Las bases orgánicas son generalmente, pero no siempre, aceptores de protones. Por lo general, contienen átomos de nitrógeno, que pueden ser fácilmente protonados. Las aminas y los compuestos heterocíclicos que contienen nitrógeno son bases orgánicas. Ejemplos incluyen: 
- piridina
- alcanaminas, como la metilamina
- imidazol
- bencimidazol
- histidina
- guanidina
- bases de fosfazeno
- hidróxidos de cationes de amonio cuaternario o algunos otros cationes orgánicos

## Factores que afectan la alcalinidad
Si bien todas las bases orgánicas se consideran débiles, (excepto en algunos casos como R-), muchos factores pueden afectar la resistencia de los compuestos. Uno de esos factores es el efecto inductivo. Una explicación simple del término indicaría que los átomos electropositivos (como los grupos de carbono) unidos cerca del potencial aceptor de protones tienen un efecto de "liberación de electrones", de manera que la carga positiva adquirida por el aceptor de protones se distribuye sobre otras adyacentes. Los átomos en la cadena. Lo contrario también es posible ya que el alivio de la alcalinidad: los átomos o especies electronegativas (como el flúor o el grupo nitro) tendrán un efecto de "extracción de electrones" y, por lo tanto, reducirán la basicidad. Para este fin, la trimetilamina es una base más potente que simplemente el amoníaco, debido al efecto inductivo de los grupos metilo que permite que el átomo de nitrógeno acepte más fácilmente un protón y se convierta en un catión que sea mucho mayor que el de los átomos de hidrógeno. En las guanidinas, la forma protonada (guanidinio) tiene tres estructuras de resonancia, lo que le confiere una mayor estabilidad y hace que las guanidinas sean bases más fuertes. Las aminas tienen un par solitario de electrones en el átomo de nitrógeno y, por lo tanto, pueden actuar como aceptadores de protones (bases).
Las bases de fosfazeno también contienen fósforo y son, en general, más alcalinas que las aminas estándar y los heterocíclicos a base de nitrógeno. La protonación tiene lugar en el átomo de nitrógeno, no en el átomo de fósforo al que el nitrógeno tiene doble enlace. 

## Donantes de hidróxido
Algunas bases orgánicas, como el hidróxido de tetrametilamonio, el hidróxido de tetrabutilamonio o el hidróxido de colina son donantes de hidróxido en lugar de aceptadores de protones como los compuestos anteriores. Sin embargo, no siempre son estables. El hidróxido de colina, por ejemplo, es metaestable y se descompone lentamente para liberar trimetilamina. 